# Emsien
Stratigraphie
Praguien Eifélien
Dévonien moyen
| Système     | Série         | Étage       | Age (Ma)    |
| ----------- | ------------- | ----------- | ----------- |
| Carbonifère | Mississippien | Tournaisien | plus récent |
| Dévonien    | Supérieur     | Famennien   | 372,2–358,9 |
| Dévonien    | Supérieur     | Frasnien    | 382,7–372,2 |
| Dévonien    | Moyen         | Givétien    | 387,7–382,7 |
| Dévonien    | Moyen         | Eifélien    | 393,3–387,7 |
| Dévonien    | Inférieur     | Emsien      | 407,6–393,3 |
| Dévonien    | Inférieur     | Praguien    | 410,8–407,6 |
| Dévonien    | Inférieur     | Lochkovien  | 419,2–410,8 |
| Silurien    | Pridolien     |             | plus ancien |

L'Emsien est le dernier des trois étages géologiques du Dévonien inférieur dans l'ère paléozoïque. Il est précédé du Praguien et est suivi par l'Eifelien et s'étend entre 407,6 ± 2,6 et 393,3 ± 1,2 million d'années,.